# Woodhull, Illinois
Woodhull är en by i Henry County i den amerikanska delstaten Illinois med en yta av 2 km² och en folkmängd som uppgår till 811 invånare (2010). I 2000 års folkräkning var byns folkmängd 809 invånare.

## Kända personer från Woodhull
- Don Samuelson, politiker, guvernör i Idaho 1967-1971